# Фабрицио де Андре
Фабрицио Кристиано Де Андре́ (Генуа, 18 февруари 1940 – Милано, 11 януари 1999 година) е италиански певец и поет.
Много от текстовете на песните му разказват истории за аутсайдери, бунтовници, проститутки, за хора попаднали в периферията на обществото — считани за вдъхновена поезия, някои от тях са включени в училищните антологии и се изучават в часовете по литература.
Той е известен също като Фабер, който прякор му е даден от Паоло Виладжо, негов приятел от детинство, тъй като бъдещият автор на песни харесвал много цветните моливи Faber-Castell.
В почти 40-годишната си творческа дейност Де Андре записва 13 албума в студио, както и някои отделни песни, публикувани впоследствие в разни антологии.
Като творец разпространява мелодиката на лигурийски, сардински и неаполитански диалект. Политически неговото изкуство е на анархист, либертианец и пацифист.